# Тюффери, Александр
Александр (Александрос) Тюффери (Тюффер, Туферис) (фр. Alexande Tuffèri (Tuffère), греч. Αλέξανδρος Τουφερής; 8 июня 1876, Афины — 14 марта 1958) — франко-греческий легкоатлет, серебряный призёр летних Олимпийских игр 1896 года от Франции. Установил несколько национальных рекордов Греции.
В первый день игр, 6 апреля, Тюффери участвовал в состязании по тройному прыжку. Он занял второе место, проиграв американцу Джеймсу Конноли.
На следующий день, 7 апреля, он принял участие в соревновании по прыжке в длину, однако он достиг успеха в этой дисциплине, разделив пятое место с ещё четырьмя спортсменами. 
Также, Тюффери участвовал в летних Олимпийских играх 1900 в тройном прыжке, и занял шестое место.
Тюффери участвовал в Первой мировой войне.